# La Valise de Barnum
La Valise de Barnum je francouzský němý film z roku 1904. Režisérem je Gaston Velle (1868–1948). Film trvá necelé čtyři minuty a premiéru měl 24. března 1904. Film byl pravděpodobně natočen ve studiích společnosti Pathé v Montreuilu. (Náklady za natáčení se objevují na Pathéových účtech od 25. listopadu 1903 do 3. března 1904.) Některé kopie filmu byly posléze kolorovány v dílně Segunda de Chomóna v Barceloně.